# Młyńsko (Masyw Śnieżnika)

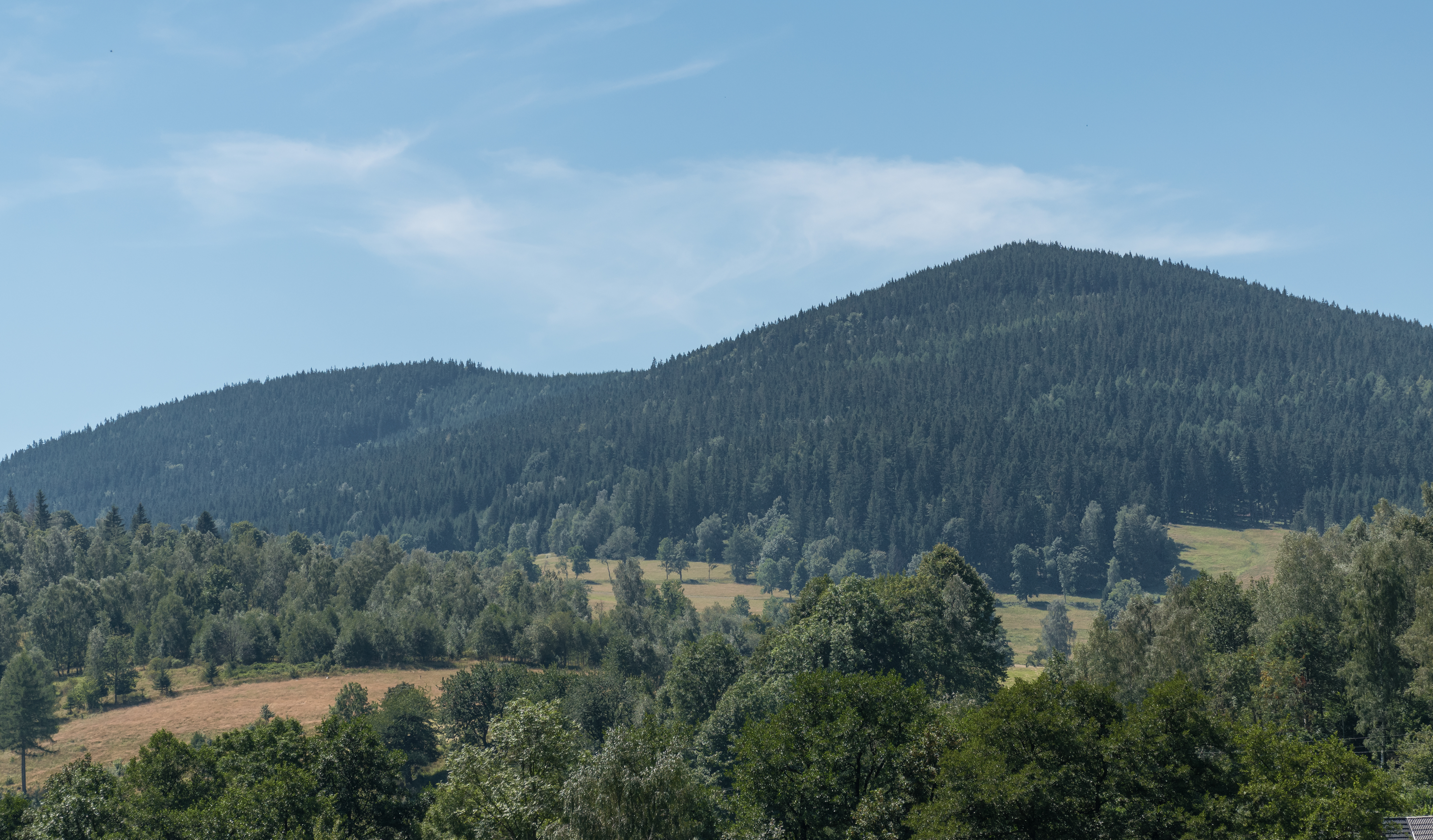
Młyńsko od północnego wschodu

Młyńsko (inna nazwa: Młyńska Góra, niem. Mühl Berg, Mühlberg), 991 m n.p.m. – rozległy szczyt w północnym rozrogu Masywu Śnieżnika (Sudety Wschodnie), wznoszący się ponad wsiami Kletno i Kamienica w gminie Stronie Śląskie, rozciągający się pomiędzy doliną potoku Kleśnica na zachodzie a doliną rzeki Kamienica na wschodzie.

## Położenie i opis
Na północy grzbiet Młyńska opada do Kletna, a na południu oddzielony jest od Porębka płytką przełęczą. Posiada 2 kulminacje: północną o wysokości 991 m n.p.m. i południową o wysokości 984 m n.p.m.
Masyw Młyńska zbudowany jest z gnejsów słojowooczkowych i łupków metamorficznych należących do metamorfiku Lądka i Śnieżnika. Na wyższej kulminacji Młyńska znajduje się niewielka grzęda skalna, a pod nią niewielkie gołoborze.
Porośnięty w całości lasem świerkowym regla dolnego.
Masyw obiega droga leśna na wysokości 800–840 m n.p.m. Południowo-zachodnim podnóżem masywu prowadzi Dukt Nad Cisowym Rozdołem. Przez północno-wschodnie zbocza Młyńska przechodzi granica Śnieżnickiego Parku Krajobrazowego, prowadząca krawędzią lasu.

## Turystyka
Przez masyw Młyńska przechodzą szlaki turystyczne:
- – szlak rowerowy zielony, prowadzący drogą okalającą masyw Młyńska,
- – szlak rowerowy czarny, długodystansowa międzynarodowa trasa rowerowa ER-2 Liczyrzepa, prowadząca Duktem Nad Cisowym Rozdołem,
- – szlak narciarski czerwony, prowadzący drogą okalającą masyw Młyńska oraz drogą ponad doliną Kleśnicy i Duktem Nad Cisowym Rozdołem